# Television Centre
Television Centre (TVC) é um complexo de edifícios em White City, oeste de Londres, que foi a sede da BBC Television entre 1960 e 2013. O centro foi inaugurado oficialmente em 29 de junho de 1960 É uma das instalações mais facilmente reconhecíveis de seu tipo, tendo aparecido como pano de fundo para muitos programas da BBC. Partes do edifício são listadas como Grade II, incluindo o anel central e o Studio 1.
O edifício fica a 6 km a oeste do centro de Londres, no bairro londrino de Hammersmith e Fulham. As estações de metrô mais próximas são White City e Wood Lane.
A maior parte da produção nacional de notícias televisivas e de rádio da BBC veio do Television Center, e nos últimos anos a maior parte da televisão gravada foi produzida no Broadcast Center nas proximidades, na 201 Wood Lane, que cuida da Red Bee Media.
A BBC anunciou em 2010 que deixaria de transmitir do Television Center em 2013. Em julho de 2012, foi anunciado que o complexo havia sido vendido para os incorporadores Stanhope plc, que disseram que o novo desenvolvimento do Television Center, e que o novo Centro de Televisão seria aberto ao público, oferecendo instalações de entretenimento e lazer e aproximadamente 1.000 novas residências.

## História
Em 1 de abril de 1949, Norman Collins , o controlador do serviço de televisão da BBC, anunciou no jantar anual da Television Society no The Waldorf Hilton, Londres que um novo centro de TV seria construído em Shepherd's Bush . As transmissões de Londres na época vieram do Alexandra Palace e do Lime Grove Studios (de 1949). Era para ser o maior centro de televisão do mundo.
Foi planejado ter 6 acres (2,4 hectares), mas acabou sendo o dobro do tamanho. Em 24 de agosto de 1956, o contrato principal foi concedido à Higgs and Hill , que também construiu o London Studios for ITV, inaugurado em 1972. O Centro de Televisão estava planejado para custar 9 milhões de libras.
Quando foi inaugurado, o diretor da televisão da BBC era Gerald Beadle , e o primeiro programa transmitido foi First Night com David Nixon no Studio 3. Em 1997, o Centro de Notícias da BBC foi aberto, em um novo complexo na frente do edifício.  A decisão de transferir as notícias de rádio para este edifício foi atribuída ao diretor-geral John Birt, uma ação que foi resistida pelo diretor da BBC Radio, Liz Forgan, que renunciou após não dissuadir os governadores.

## O edifício

### Design
O design geral do ar parecia assemelhar-se a um ponto de interrogação . O arquiteto Graham Dawbarn, CBE (Norman & Dawbarn), desenhou um ponto de interrogação em um envelope (agora mantido pelo Centro de Arquivos Escritos da BBC ) enquanto pensava no design do edifício e percebeu que seria uma forma ideal para o projeto.
O prédio foi comissionado em 1949, com as obras iniciadas em 1950. No entanto, as restrições do governo à construção, através de sua sanção por empréstimo e licenciamento de materiais, garantiram que as obras fossem interrompidas até 1953.
O trabalho no Studio 3, o bloco de escritórios circular central e os estúdios, começou em março de 1955 no TC4, 5 e 2. As conchas do TC1, TC6 e TC7 foram construídas na mesma época, mas só foram instaladas alguns anos depois. O Centro de Televisão da BBC abriu oficialmente com o TC3 operacional em 29 de junho de 1960.
Arthur Hayes trabalhou no prédio de 1956 a 1970 e foi responsável pela criação das letras originais 'BBC Television Center' na fachada do Studio 1. As letras foram usadas posteriormente em todo o edifício, mesmo em azulejos fora das entradas dos elevadores.

### Estúdios
Nos anos seguintes, os estúdios Television Centre eram administrados pela BBC Studios Post Production (Renomeada BBC Studioworks ), uma subsidiária comercial de propriedade total. Os estúdios variaram em tamanho. Todos os estúdios eram geralmente abreviados para iniciais, como TC1 (Television Center 1) para o Studio 1.
Os estúdios hospedaram uma ampla variedade de programas de TV para uma série de emissoras, incluindo Strictly Come Dancing, Harry Bur's TV Burp,  Later... with Jools Holland, Miranda, The Alan Titchmarsh Show, The Armstrong e Miller Show e 8 Out of 10 Cats, e grandes produções ao vivo complexas, como Children in Need e Comic Relief. Ao longo dos anos, eles abrigaram alguns dos programas de televisão mais conhecidos da Grã-Bretanha, incluindo Fawlty Towers, Flying Circus de Monty Python, Blue Peter, Absolutely Fabulous, a série original Doctor Who e a maioria das séries de drama da BBC mais conhecidas. A partir da década de 1980, o uso do complexo para tais produções declinou, com a última série dramática a ser filmada, sendo The House of Eliott, que terminou em 1994, e o último drama registrado foi Henry IV, Part 1 em 1995.

#### Studio 0
Com 117 metros quadrados (1.260 ft²)
Inaugurado em 1989, as produções foram incluídas no UK Play e, durante sua vida posterior, foram equipadas para a produção de programas de realidade virtual. Foi o lar de Liquid News entre 2000 e 2002 e CBeebies em continuidade de visão entre 2002 e 2007. Depois disso, foi usado pela BBC Research. O estúdio foi demolido como parte da reconstrução do Television Center.

#### Studio 1
Com 995 metros quadrados (10.250 ft²)

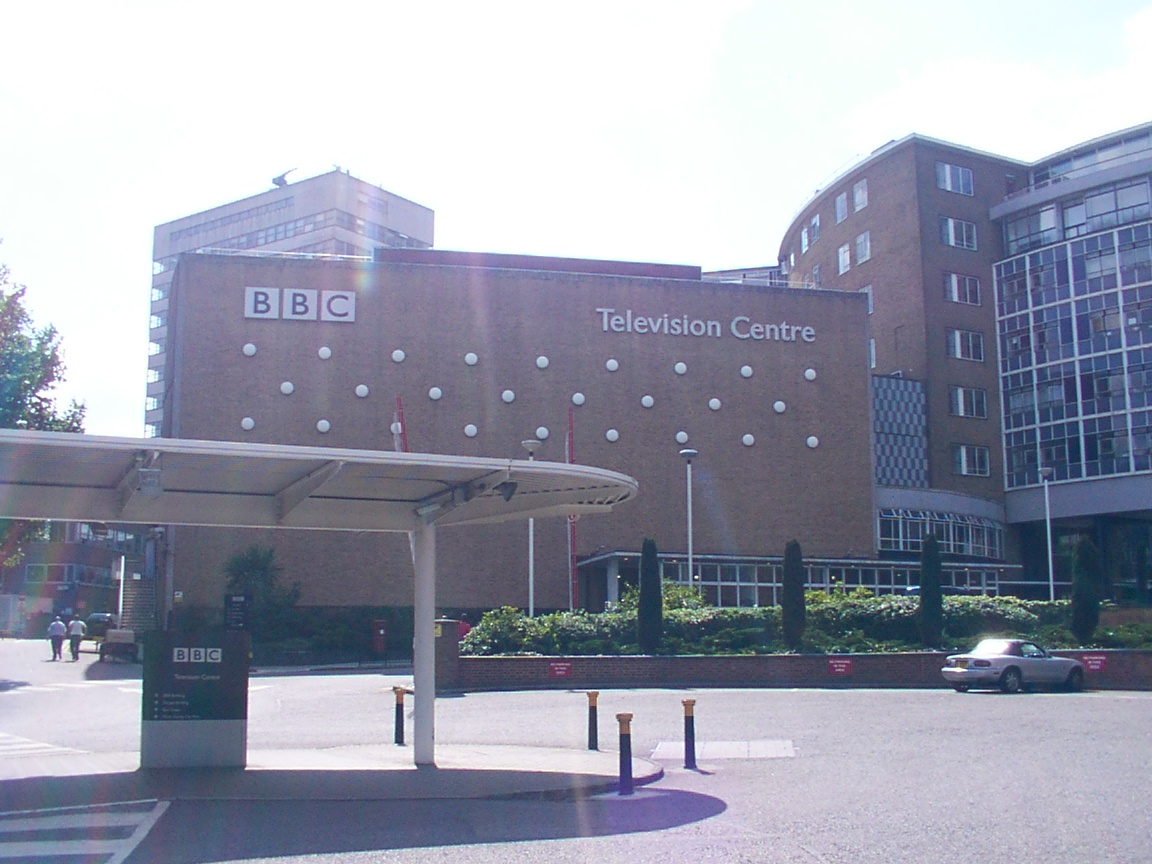
Studio 1 da Television Centre.

Inaugurado em 15 de abril de 1964, foi o quarto maior estúdio de televisão da Grã-Bretanha (seguindo o Estúdio A&B da Fountain Studios , o Studio 1 do dock10 e o Estúdio 1 do The Maidstone Studios ) e foi equipado para a produção de HDTV (como o Studio 4, Studio 6 e Studio 8). Foi reaberto em 1 de setembro de 2017.
O Studio 1 produziu Shows como:
- Sounds Like Friday Night
- The Graham Norton Show
- Saturday Night Takeaway
- The Jonathan Ross Show
- The Russell Howard Hour
- Blind Date
- The Last Leg

#### Studio 2
Com 223 metros quadrados (2.400 ft²)
Inaugurado no final de 1960, abrigava programas de comédia como That Was The Week That Was. Não foi inicialmente convertido em cores e fechado em 1969, com o espaço sendo usado como armazenamento, mas reaberto em 1981. Foi usado pela BBC News até que eles se mudaram em 1997, e já foi palco do departamento de Esportes e Crianças. Foi o estúdio principal usado por Blue Peter para as séries de 2007 e 2008. Foi desocupado após a mudança de ambos os departamentos para o dock10. Foi reaberto em 1 de setembro de 2017.
O Studio 2 produziu programas da ITV como:
- Loose Women
- Peston
- Lorraine

#### Studio 3
Com 594 metros quadrados (6.390 ft²)
Inaugurado em 29 de junho de 1960, foi projetado como um estúdio de teatro e tinha painéis e acessórios personalizados. As paredes eram um pouco mais grossas para isolá-lo do barulho da linha Hammersmith & City (ainda parte da linha Metropolitan) do metrô de Londres . Foi o primeiro estúdio a ser concluído e foi atualizado para a cor em 1969. Foi reaberto em 1 de setembro de 2017.
O Studio 3 produziu programas Ao Vivo da ITV como:
- Good Morning Britain
- This Morning

#### Studio 4
Com 585 metros quadrados (6.300 ft²)
Inaugurado em janeiro de 1961, o TC4 era semelhante em design e layout ao seu vizinho, o TC3. Foi projetado como um estúdio de entretenimento leve e continha um sistema de som bastante incomum chamado ambiofonia. Foi atualizado para cores em 1970 e para HD e som surround em 2008. Era o lar de muitas comédias da BBC e do talk show Friday Night com Jonathan Ross. Este estúdio foi demolido durante a reconstrução do Television Center.
Os programas produzidos ou transmitidos como:
- Never Mind the Buzzcocks
- Later with Jools Holland
- Embarrassing Bodies: Live from the Clinic
- Harry Hill's TV Burp
- A Question of Sport
- Celebrity Mastermind
- The Alan Titchmarsh Show
- Room 101
- Strictly Come Dancing
- Noel's House Party
- Parkinson
- Dead Ringers
- Little Britain
- Clarkson
- Record Breakers
- Only Fools and Horses
- Blackadder
- The Hairy Bikers' Cook Off
- The Paul Daniels Magic Show
- The Hitchhiker's Guide to the Galaxy
- The National Lottery: In It to Win It
- The Impressions Show with Culshaw and Stephenson
- The Forsyte Saga
- Blue Peter
- Sam & Mark's Big Friday Wind-Up
- Yes Minister-Yes Prime Minister
- Z-Cars
- Play for Today
- Golden Balls
- Top of the Pops

#### Studio 5
Com 223 metros quadrados (2.400 ft²)
Inaugurado em agosto de 1961, foi usado na primeira metade de sua vida por transmissões das Escolas da BBC. Havia uma área adjacente usada para a programação das escolas que se ligava ao estúdio. Foi convertido para cores por volta de 1973, quase ao mesmo tempo em que as escolas transmitiam como um todo. Foi fechado brevemente em meados da década de 1980 e reaberto em 1987, após uma reforma de dois anos. Foi o lar dos programas da BBC Sport até 2012, quando o departamento de Esportes se mudou para o MediaCityUK. Este estúdio foi demolido durante a reconstrução do Television Center.
Os programas produzidos ou transmitidos como:
- Match of the Day
- Football Focus
- Crimewatch
- Jackanory
- Grandstand
- Ask the Family
- Call My Bluff
- Holiday
- Watchdog
- Play School
- The Old Grey Whistle Test

#### Studio 6
Com 598 metros quadrados (6.440 ft²)
Inaugurado em julho de 1967 para coincidir com a mudança da BBC Two para cores. Foi o primeiro a ser equipado com câmeras coloridas. Era um design estranho: foi originalmente projetado para ser dividido em dois por uma grande parede removível, mas essa ideia foi abandonada. A galeria foi movida em 1993 e a antiga galeria tornou-se o lar da sala de controle do BBC Red Button . Atualizado para HD em julho de 2010, o primeiro estúdio com capacidade 3D no Reino Unido. Início dos programas infantis Live & Kicking e Dick and Dom no da Bungalow, e Pointless. Este estúdio foi demolido durante a reconstrução do Television Center.
Os programas produzidos ou transmitidos como:
- Pointless
- Mock the Week
- Never Mind the Buzzcocks
- Alan Carr: Chatty Man
- The Paul O'Grady Show
- 8 Out of 10 Cats
- 10 O'Clock Live
- Chris Moyles' Quiz Night
- Sam & Mark's Big Friday Wind Up
- Live & Kicking
- The Saturday Show
- Dick & Dom in da Bungalow
- The Liver Birds
- My Family
- Pennies from Heaven
- Doctor Who
- The Good Life
- The Goodies
- Rentaghost
- Blue Peter
- Juliet Bravo
- Bomber Harris
- A Bit of Fry & Laurie
- They Think It's All Over
- Rory Bremner
- Two Pints of Lager and a Packet of Crisps
- Big Break

#### Studio 7
Com 223 metros quadrados (2.400 ft²)
Inaugurado em 1962 e foi usado para uma variedade de programas. Lar de programas infantis, como o Going Live! , antes de abrigar o BBC News em 1997. Foi o local do programa BBC Breakfast até 2012 e do BBC News no boletim Six até 2013, com outros boletins baseados na N6 no News Center. Foi desocupado em 15 de março de 2013, após a reforma da extensão da Broadcasting House, para onde o departamento de notícias da BBC e a redação se mudaram. Este estúdio foi demolido durante a reconstrução do Television Center.
Os programas produzidos ou transmitidos como:
- Business Breakfast
- BBC Breakfast
- Working Lunch
- HARDtalk
- Newsround
- Sportsround
- Newsnight
- Newsnight Review
- Match of the Day Kickabout
- The Andrew Marr Show
- Breakfast with Frost
- On the Record
- The Politics Show
- BBC News at Six
- Swap Shop
- Saturday Superstore

#### Studio 8
Com 602 metros quadrados (6.480 ft²)
Inaugurado em 1967, considerado o melhor estúdio para uso dos produtores de televisão. Era o tamanho que a maioria dos programas desejava e, com base na experiência ao construir os outros estúdios, era o melhor. As galerias e estúdios foram dispostos perfeitamente e em um layout que os produtores gostaram. Tornou-se o estúdio de comédia e seriados, por causa de seu tamanho e tamanho dos assentos da platéia. Foi convertido para HD em janeiro de 2007. Este estúdio foi demolido durante a reconstrução do Television Center.
Os programas produzidos ou transmitidos como:
- Miranda
- Not Going Out
- Never Mind the Buzzcocks
- Tipping Point
- A Question of Sport
- Piers Morgan's Life Stories
- Five Minutes to a Fortune
- Pets Nation
- Morecambe & Wise
- The Dick Emery Show
- Sykes
- The Two Ronnies
- Absolutely Fabulous
- Monty Python's Flying Circus
- Keeping Up Appearances
- Are You Being Served?
- It Ain't Half Hot Mum

#### Studio 9
Com 84 metros quadrados (900 ft²)
Construído em 1955 como uma área do hall de entrada do restaurante, tornando-se uma área de loja, convertido em um estúdio em 1996 para a BBC infantil . A localização era altamente conveniente: permitia que a continuidade da invocação fosse realocada do "Broom Cupboard" (estande do anunciador de continuidade) para um estúdio mais espaçoso. Abriu para o Blue Peter Garden, permitindo a apresentação lá. Era uma forma estranha e foi usada para a continuidade de invenções do CBBC até 2004, quando eles transmitiam links apenas para o canal CBBC . Toda a continuidade das invenções foi abandonada em 2006 e foi usada para programas como o TMi Friday, da Sam & Mark, e SMart.. Este estúdio foi demolido durante a reconstrução do Television Center.

#### Studio 10
Como 111 metros quadrados (1.200 ft²)
Inaugurado como N1 em setembro de 1969, foi usado para os boletins de notícias diurnas da BBC1 e a casa da BBC World (anteriormente BBC World Service News) de 1993. Fechado na primavera de 1999, quando os boletins de notícias foram transferidos para a seção News Center do Television Center, e renomeado como TC10. Usado para alguns programas pelo canal UK Play até o fechamento da estação. Entre 2004 e 2006, foi usado para a continuidade visual do CBBC na BBC One e BBC Two , antes de ser usado por alguma programação do CBBC, como Level Up. De 2010 a 2011, foi a casa do CBeebies . Este estúdio foi demolido durante a reconstrução do Television Center.

#### Studio 11
Como 186 metros quadrados (2.000 ft²)
Inaugurado como N2 em setembro de 1969, e do mesmo tamanho que o N1, foi usado para os boletins de notícias diurnas da BBC Two. Estendido em 1985 para incluir a loja de acessórios e o lobby adjacente, tornou-se o lar do BBC News at Six e BBC News at Nine. Na primavera de 1999, após a conclusão do estímulo do Centro de Notícias do Television Center, as notícias saíram e foram renomeadas para TC11. Em 2002, tornou-se o lar do Liquid News e, posteriormente, dos outros programas da BBC Three, 60 Seconds e BBC News at Seven. Foi palco brevemente dos boletins domésticos da BBC News, enquanto seus estúdios foram reformados em 2006, antes de se tornarem de uso geral. Era o lar deStrictly Come Dancing: São necessários dois até dezembro de 2011. Este estúdio foi demolido durante a reconstrução do Television Center.

#### Studio 12
Com 56 metros quadrados (600 ft²)
Originalmente uma loja de música, convertida em estúdio em 2004 para programas da CBBC. Usado para Sportsround por alguns anos, mas convertido em estúdio de apresentação em 2006. Usado para continuidade in-vision da CBBC e transformado em estúdio de in-vision no verão de 2007. O conjunto foi transferido para um mini-estúdio na East Tower. Foi usado pela BBC Research. Este estúdio foi demolido durante a reconstrução do Television Center.

#### Pres A
Com 65 metros quadrados (704 ft²)
Inaugurado em 1960, projetado para a continuidade visual da BBC One, foi utilizado como tal por apenas três anos. Tornou-se estúdio de previsão do tempo antes da mudança para o BBC Weather Center em 1990 (também no Television Center), após o qual foi usado pela CBBC para complementar a apresentação do 'Broom Cupboard' e usado para faixas horárias como aniversários e feriados . Tornou-se o lar em tempo integral da BBC infantil em 1994, após as férias do 'Broom Cupboard'. Ele foi fechado após a mudança da CBBC para o TC9 e foi convertido novamente em espaço de escritório.

#### Pres B
Com 65 metros quadrados (704 ft²)
Inaugurado em 1964, projetado para continuidade in-vision da BBC Two, mas que não utilizou a continuidade in-vision por mais de alguns meses após o lançamento. Tornou-se um estúdio de uso geral, abrigando pequenas produções como Points of View, a série de filmes com Barry Norman e The Old Gray Whistle Test. Fechou em 1996 e foi reconvertido em espaço de escritório.

### Infraestrutura
Em fevereiro de 1996, a eletricidade e o aquecimento foram transferidos para uma turbina a gás européia (EGT) 4.9MWe Typhoon , combinada unidade de aquecimento, energia e refrigeração. Inclui uma máquina de absorção de vapor (VAM) de ar condicionado (refrigeração) Thermax de 6 MW . O sistema HVAC de £ 6 milhões reduziu os custos de energia em 35% e se pagou em três anos. Uma segunda turbina foi adicionada, sem uma segunda chaminé.
No entanto, em 2008 a BBC admitiu que o sistema de energia estava sendo usado apenas para fins de emergência, pois havia se tornado ineficaz em termos de custo para uso em período integral. O excesso de eletricidade produzida à noite não foi devolvido ao National Grid , conforme planejado originalmente.
Em novembro de 2003, as chaminés da turbina pegaram fogo, interrompendo a produção de TV. Após o incêndio, as turbinas não eram mais usadas regularmente.

## Resconstrução

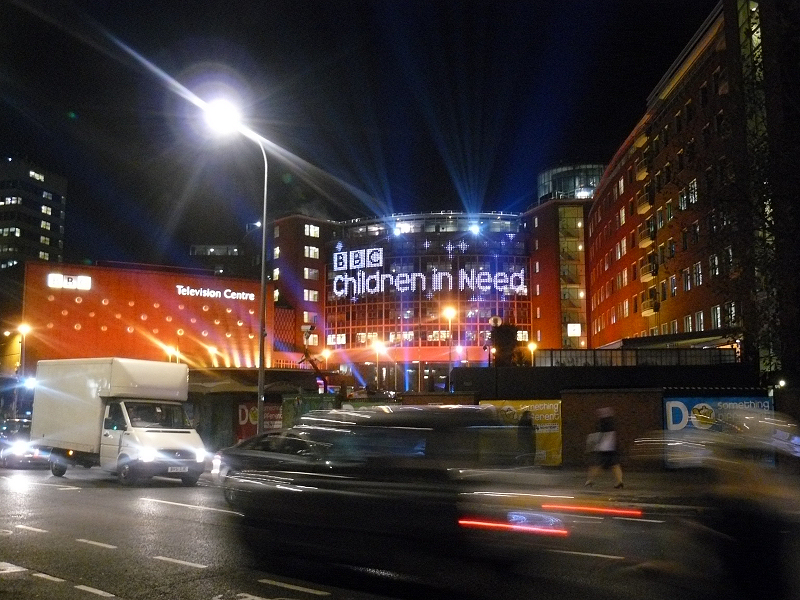
O exterior do Television Center retratado durante a transmissão ao vivo da edição de 2008 do Children in Need telethon em 14 de novembro de 2008

Foi anunciado em 18 de outubro de 2007 que, para atender a um déficit de US$ 2 bilhões em recursos, a BBC pretendia "reduzir o tamanho da carteira de imóveis no oeste de Londres vendendo o BBC Television Centre até o final do ano financeiro de 2012/13". Uma porta-voz da BBC acrescentou que "esta é uma disposição em grande escala de BBC Television Centre e não a alugaremos de volta". A empresa colocou oficialmente o Television Centre no mercado imobiliário em junho de 2011.
Em 16 de julho de 2012, a BBC concordou em vender o site para a Stanhope plc por £ 200 milhões. O valor era baixo, em parte devido aos altos níveis de amianto no edifício.  O edifício foi fechado em 31 de março de 2013 e foi remodelado para incluir apartamentos, escritórios, cinema e hotéis.

### Reabrindo
O BBC Studioworks do Television Center foi inaugurado oficialmente em 1 de setembro de 2017. O primeiro programa a transmitir ao vivo dos estúdios recém-reformados foi Strictly Come Dancing: It Two Two na BBC Two na segunda-feira, 25 de setembro de 2017. Foi apresentado por Zoë Ball.
Em abril de 2018, os programas diurnos da ITV Good Morning Britain, Lorraine, This Morning, Loose Women e o programa de discussão política Peston se mudaram para o Television Center, devido ao fechamento e reconstrução do The London Studios. No entanto, em outubro de 2018, foi anunciado que o ITV não retornaria ao South Bank.